# Paascrisis
De Paascrisis was een Nederlandse kabinetscrisis. Op 22 maart 2005 kreeg het voorstel in tweede lezing tot het uit de Grondwet halen van de burgemeestersbenoeming geen tweederdemeerderheid. Een dag later trad minister Thom de Graaf van bestuurlijke vernieuwing af; zowel vanwege de geleden nederlaag, als vanwege gebrek zijn vertrouwen in verwezenlijking van zijn kiesrechthervorming.
De drie coalitiepartijen onderhandelden daarna over herziening van het regeerakkoord. Hierover bereikten zij op paaszaterdag 26 maart overeenstemming. In de wandeling werd gesproken van het 'Paasakkoord'.
Vier dagen later werd D66-voorzitter en burgemeester van Wageningen Alexander Pechtold als opvolger van De Graaf benoemd. D66 had tevens besloten een extra congres te houden over het bereikte akkoord. Op 2 april gaven de D66-leden steun aan het akkoord en was de crisis definitief opgelost.

## Voorgeschiedenis
Bij het toetreden van D66 tot het tweede kabinet-Balkenende was bestuurlijke vernieuwing voor die partij een belangrijk thema. Voormalig D66-leider Thom de Graaf werd minister voor bestuurlijke vernieuwing. De belangrijkste onderwerpen waarmee hij zich ging bezighouden, waren de rechtstreeks gekozen burgemeester en herziening van het kiesstelsel.
Over de gekozen burgemeester werd afgesproken dat deze er in 2006 moest komen. Alle zittende burgemeesters zouden worden ontslagen, waarna in alle gemeenten burgemeestersverkiezingen zouden worden gehouden.
Bij de herziening van het kiesstelsel streefde De Graaf naar versterking van het eigen mandaat van Tweede Kamerleden. Daartoe zouden kiezers twee stemmen krijgen. Met de eerste zouden op basis van evenredige vertegenwoordiging de zetels worden verdeeld. Via een tweede stem moesten in districten ongeveer de helft van alle Kamerleden worden gekozen.
Op beide voorstellen kwam kritiek. Bij de burgemeestersverkiezingen stond het beoogde 'massaontslag' (dat in de wandeling 'big bang' werd genoemd) al snel ter discussie. Ook het feit dat in de gemeenten het proces van dualisering pas recentelijk was ingevoerd, deed de twijfel over de snelle invoering toenemen. In een ledenraadpleging kozen de leden van de PvdA voor een door de gemeenteraad benoemde burgemeester.
Het kiesstelsel werd als nodeloos ingewikkeld beschouwd. Bovendien verschilden CDA en VVD (maar ook de PvdA) van mening over de wijze waarop het tweestemmenstelsel moest worden vormgegeven (omvang van de districten, aantal gekozenen per district). In VVD en PvdA waren bovendien voorstanders van verdergaande voorstellen te vinden. Zo was fractievoorzitter Van Aartsen voor herinvoering van het districtenstelsel. Een verbod om zowel landelijk als regionaal kandidaat te zijn, verdween al snel van tafel.
In november 2004 diende minister De Graaf zijn voorstellen over invoering in 2006 van de gekozen burgemeester in. Op 3 februari 2005 kwam hij met zijn wetsvoorstel over het kiesstelsel.

## Deconstitutionalisering burgemeestersbenoeming
Tijdens het tweede kabinet-Kok werd in eerste lezing een voorstel afgehandeld over het uit de Grondwet halen van de Kroonbenoeming van de burgemeester. De verkiezingen van mei 2002 werden (mede) gehouden vanwege die Grondwetsherziening. Pas als de Grondwet op dit punt gewijzigd was, zou invoering van de gekozen burgemeester mogelijk zijn.
Pas in september 2002 werd het voorstel in tweede lezing ingediend. Dat voorstel kon vanwege de val van het kabinet-Balkenende I niet meer worden afgehandeld vóór de verkiezingen van januari 2003. PvdA-senator Erik Jurgens stelde na een door hem en parlementair historicus Bert van den Braak geschreven artikel in de Eerste Kamer de vraag aan de orde of afhandeling formeel nog wel kon.
De Tweede Kamer zag daartegen, mede op grond van een advies van de Raad van State, geen bezwaar, maar de Eerste Kamer was uiterst kritisch. Desondanks gaf de Kamer het groene licht voor afhandeling van de tweede lezing.
De Tweede Kamer nam het voorstel in tweede lezing met ruime meerderheid aan. Opvallend was, dat enkele PvdA'ers (onder wie oud-minister Klaas de Vries, indiener van het voorstel) tegen stemden.

## Het debat in de Eerste Kamer
Voorafgaand aan de behandeling in de Eerste Kamer liet Han Noten, fractievoorzitter van de PvdA in de Senaat, weten dat zijn fractie alleen zou voorstemmen als minister De Graaf concessies zou doen. Dat betrof met name de bevoegdheden van de gekozen burgemeester over de politie en de termijn van invoering.
De bezwaren werden op 22 maart in het debat herhaald door PvdA-woordvoerder Ed van Thijn. CDA en VVD waren tijdens het debat welwillend, al vroeg het CDA zich af of de verkiezing van de burgemeester niet grondwettelijk moest worden vastgelegd.
Op het punt van het beheer van de politie deed De Graaf belangrijke toezeggingen, maar zijn bereidheid om invoering van de gekozen burgemeester te beperken tot de grotere gemeenten, was voor de PvdA onvoldoende.
In de late avond van 22 maart stemde de gehele PvdA-fractie, naast SP, GroenLinks, ChristenUnie en SGP, tegen het voorstel, waardoor dat geen tweederdemeerderheid kreeg en verworpen was.

## Het aftreden van De Graaf
Een dag na zijn nederlaag in de Senaat maakte Thom de Graaf bekend te zullen aftreden als minister. Behalve de verwerping van de gekozen burgemeester speelde ook mee dat hij onvoldoende uitzicht had op realisering van zijn kiesrechtplannen.
De overige D66-bewindslieden (minister Brinkhorst en staatssecretaris Van der Laan) kozen er uiteindelijk voor om voorlopig aan te blijven. Een definitief besluit daarover lieten zij afhangen van onderhandelingen over herziening van het regeerakkoord. Nu de bestuurlijke vernieuwing van de baan was, wilde D66 compensatie.
Op paaszaterdag 26 maart bereikten de drie fractievoorzitters (Verhagen, Van Aartsen en Dittrich) met minister-president Balkenende, vicepremier Zalm en minister Brinkhorst een akkoord.
Dat 'Paasakkoord' behelsde een financiële impuls voor onderwijs en innovatie, het voornemen om in 2010 de gekozen burgemeester in te voeren (die verkiezing zou grondwettelijk worden vastgelegd) en het instellen van een commissie over bestuurlijke vernieuwing, die behalve het kiesstelsel ook de positie van de Eerste Kamer, het referendum en de gekozen formateur onder de loep zou nemen. Ten slotte werden afspraken gemaakt over het mediabeleid. Voorgesteld werd de taken van de publieke omroep te beperken.

## Nieuwe minister
Op 30 maart werd bekend dat Alexander Pechtold Thom de Graaf zou opvolgen als minister voor bestuurlijke vernieuwing en Koninkrijksrelaties. Laurens Jan Brinkhorst wordt de nieuwe vicepremier. De nieuwe minister werd op 31 maart beëdigd.
In D66 wordt kritisch gereageerd op de benoeming, omdat leden vinden dat zij op daarmee onder druk worden gezet op het D66-congres.

## D66-congres
Dat congres werd op zaterdag 2 april gehouden. In de aanloop lieten D66-kopstukken als Hans van Mierlo zich kritisch uit over het akkoord. D66-Commissaris van de Koningin Boele Staal behoorde zelfs tot de uitgesproken tegenstanders.
Omdat verwerping van het akkoord tot een breuk in het kabinet zou leiden, verdedigden D66-Kamerleden in diverse D66-afdelingen in de aanloop van het congres het akkoord.
Op het congres spraken uiteindelijk behalve de oud-ministers Terlouw en Van Boxtel ook de afgetreden Thom de Graaf en D66-oprichter Van Mierlo zich uit voor steun aan het akkoord. Een door het hoofdbestuur opgestelde motie kreeg daarop een ruime meerderheid.

## Inhoud van het akkoord
Het ging om afspraken de mogelijkheid te onderzoeken tot:
- versterking van de positie van de minister-president en diens bevoegdheden en het kiesstelsel;
- de betrokkenheid van de burger bij ‘de machtsvorming’, referendum/burgerinitiatief, EU en de Nederlandse staatsinstellingen;
- de positie van de Eerste Kamer;
- de positie van de Raad van State (inclusief vraagstuk van constitutionele toetsing), procedure grondwetsherziening, verantwoording zelfstandige bestuursorganen, toegang tot informatie, bestuurlijke verhoudingen (bestuurlijke drukte, aantal bestuurslagen, positie provincies en versterking gemeentelijk bestuur).

Ook werden in het paasakkoord voorbereidingen voor de verandering van de grondwet om de gekozen burgemeester mogelijk te maken vastgelegd. Voor deze punten heeft D66 zich altijd sterk gemaakt, terwijl de VVD zich altijd een verklaard tegenstander heeft betoond. 